# Старчак Валентин Євгенович
Валентин Євгенович Старчак (12 серпня 1916, Харків — 3 грудня 1999, Львів) — український тренер з боксу, «Заслужений тренер України» та «Заслужений тренер Киргизії».

## Біографія
Валентин Старчак народився 12 серпня 1916 року в сім'ї залізничника та вчительки. З дитинства займався різними видами спорту, зокрема такими екстремальними видами як стрибки з парашутом, з трампліну. У 1932 році, коли бокс був офіційно визнаний в СРСР, став відвідувати секцію боксу. Зустрічався на рингу з провідними боксерами. Закінчив у Харкові Вищу школу тренерів Державного інституту фізичної культури України у Харкові (1936—1938). Одним з його тренерів був Є. Євдокимов, чемпіон світу з парашутного спорту, що вплинуло на подальшу долю його вихованця.
У 1939 закінчив Мелітопольське авіаційне училище штурманів. У 1940 році як штурман бомбардувальника робить бойові вильоти під час Радянсько-фінської війни. Отримав важке поранення. Тривалий час лікувався в різних містах. У травні 1942 року в Душанбе його визнали непридатним до військової служби. Але він проявив наполегливість, за допомогою фізичних тренувань повернувся в стрій. Нові вильоти розпочав на Сталінградському фронті, війну закінчив в Берліні.
Після демобілізації у жовтні 1946 року його направили на посаду державного тренера з боксу в Киргизію, в місто
Фрунзе. Валентин Сторчак не тільки тренував спортсменів, а й сам виступав як боксер. Отримав звання «Заслужений тренер Киргизії», став суддею Всесоюзної категорії. Крім того займався альпінізмом, підкорював вершини Тянь-Шаню.
У 1950 році повернувся до України. Спочатку тренував у Дніпропетровську боксерів у товаристві «Металург». А 1952 року його запросили до Львова працювати у Будинку офіцерів. Створена ним команда стала однією з найсильніших боксерських команд України. Його також призначили тренером збірної команди Української РСР з боксу.
З 1955 по 1972 рік викладав у Львівському інституті фізкультури, згодом на посаді тренера Львівської школи вищої спортивної майстерності. Останнім його місцем його роботи була Львівська залізнична лікарня на посаді методиста з лікувальної фізкультури.
Помер 3 грудня 1999 року від раку. Похований на Янівському цвинтарі.

## Тренерська та викладацька робота
Валентин Старчак створив системи навчання і тренування боксерів як спортивної дисципліни, зокрема послідовність оволодіння техніко-тактичною майстерністю боксерів від початкового рівня до майстра спорту.
Шість його вихованців здобували медалі на чемпіонатів колишнього Радянського Союзу, більше 20 ставали чемпіонами України. У 1950-60 роках на першості України з боксу боротьба практично велась за другі-треті місця, бо очолювана Валентином Старчаком команда Львівщини була беззаперечним лідером.
Значна частина його підопічних добилася успіхів не тільки на рингу. Після завершення спортивної кар'єри ставали науковцями, успішними тренерами, арбітрами.

## Відзнаки та вшанування пам'яті
Валентин Євгенович за бойові дії нагороджений орденами та медалями, а після війни — «Знаком Пошани».
З 2001 року у Львові проходить щорічний міжнародний турнір його пам'яті з боксу серед боксерів-юніорів.